# تولگیت (اورگن)
تولگیت (به انگلیسی: Tollgate) یک منطقهٔ مسکونی در ایالات متحده آمریکا است که در شهرستان اوماتیلا، اورگن واقع شده‌است. تولگیت ۱٬۵۳۷٫۷۳ متر بالاتر از سطح دریا واقع شده‌است.